# César Guidetti
César Máximo Guidetti, noto anche con lo pseudonimo di Cesinha (São Bernardo do Campo, 24 gennaio 1970), è un allenatore di pallacanestro brasiliano.

## Carriera
Ha guidato il Brasile ai Campionati americani del 2017.